# Ridderorden in de Centraal-Afrikaanse Republiek
De Centraal-Afrikaanse Republiek, de voormalige Franse kolonie Oubangi-Chari, werd in 1961 onafhankelijk. De nieuwe republiek stichtte meerdere ridderorden.  In stijl en organisatie werd het Franse voorbeeld gevolgd.

## Ridderorde tijdens het koloniale tijdperk
Frankrijk heeft voor gebruik in de Franse gebieden in Somalië en Centraal-Afrika een ridderorde ingesteld:
- De Orde van Nichan El-Anouar (Frans:"Ordre du Nichan El-Anouar" (1887)

Na de onafhankelijkheid van de koloniën werd deze "koloniale ridderorde" in 1963 afgeschaft.

## Ridderorden van de onafhankelijke Centraal-Afrikaanse Republiek
- De Orde van Verdienste
- De Orde van de Operatie Bokassa
- De Nationale Orde van de Ster
- De Orde van Jogo
- De Orde van de Onafhankelijkheid
- De Militaire Orde van de Republiek
- De Nationale Orde van de Republiek
- De Orde van de Centraal-Afrikaanse Republiek
- De Orde van de Academische Palmen
- De Orde van Verdienste voor de Landbouw
- De Orde van Postale Verdienste
- De Orde van Industriële en Ambachtelijke Verdienste

Afgaande op deze lijst heeft de korte periode als "Centraal-Afrikaans Keizerrijk" geen sporen in het decoratiebeleid nagelaten.